# 1984
1984 (MCMLXXXIV) a fost un an bisect al calendarului gregorian, care a început într-o zi de duminică.

## Evenimente

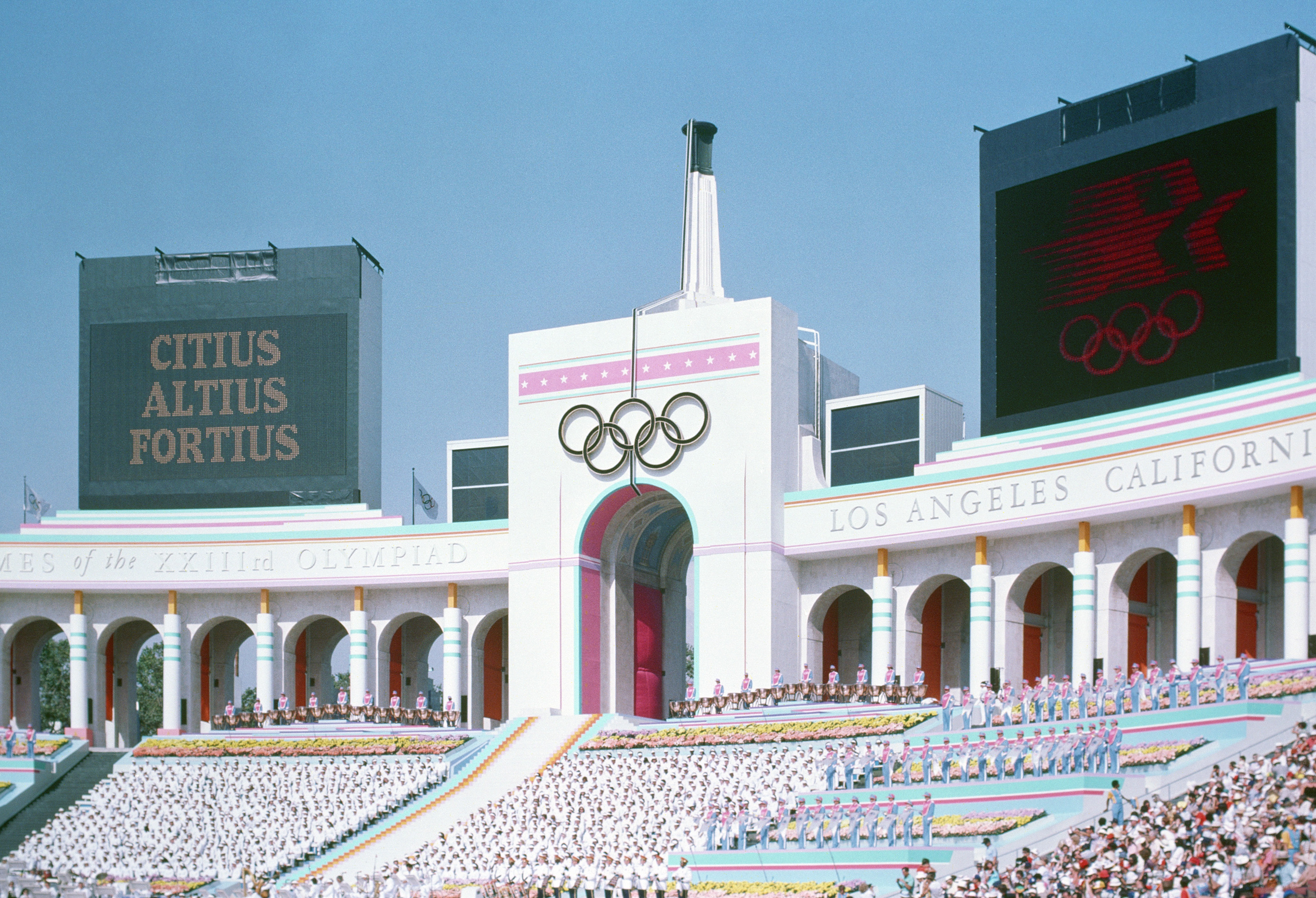
Jocurile Olimpice de vară, Los Angeles.

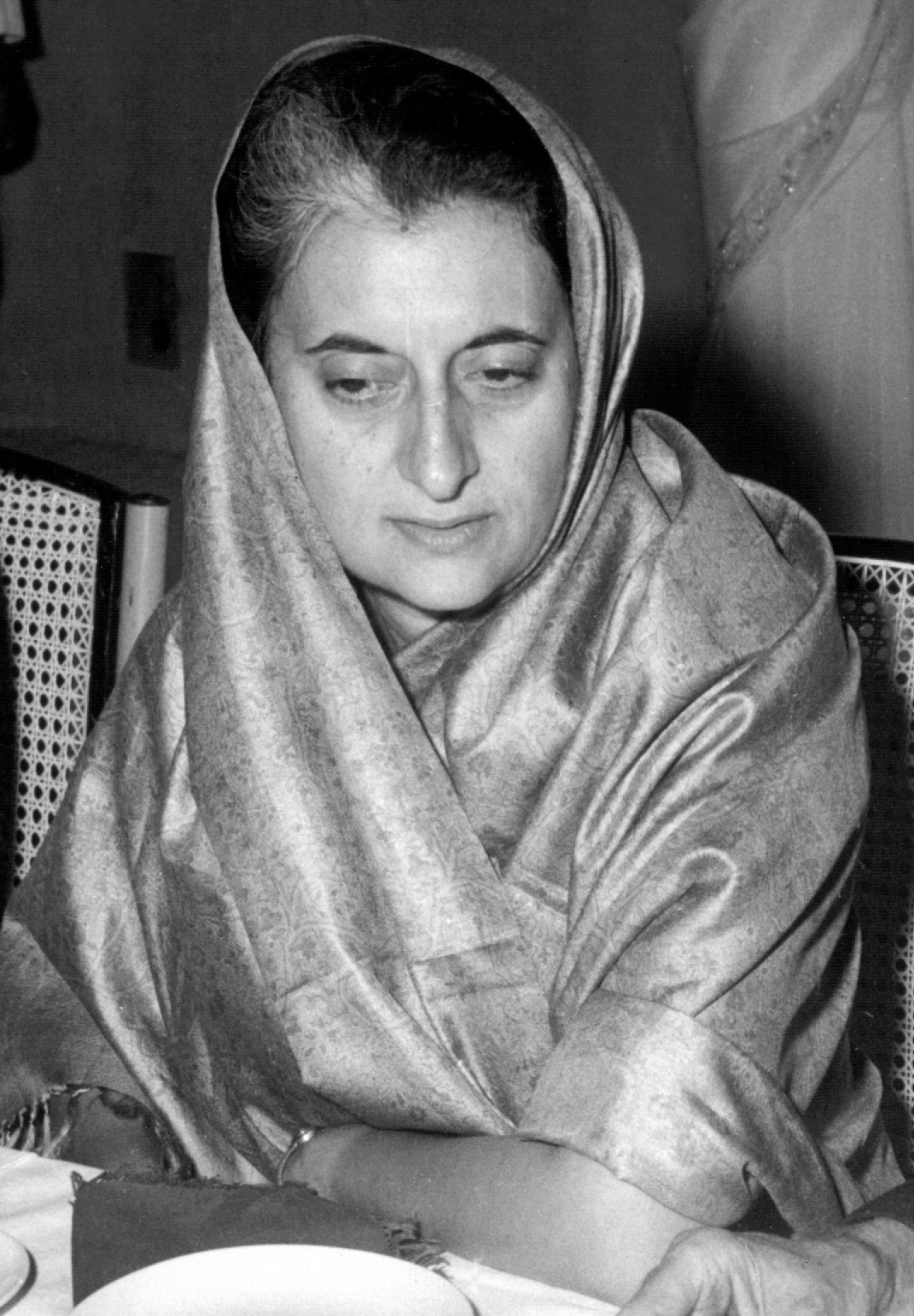
31 octombrie: Indira Gandhi este asasinată.

### Ianuarie
- 1 ianuarie: Franța preia Președinția Consiliului Comunităților Europene.
- 10 ianuarie: SUA și Vaticanul au restabilit relații diplomatice, după o pauză de 117 ani.
- 24 ianuarie: Este lansat calculatorul Apple Macintosh.

### Februarie
- 8 februarie: Se deschid Jocurile Olimpice de iarnă de la Sarajevo, Republica Socialistă Federativă Iugoslavia.
- 13 februarie: Konstantin Cernenko îl succede pe Iuri Andropov ca secretar general al Partidului Comunist Sovietic.

### Martie
- 5 martie: Iranul acuză Irakul de folosirea armelor chimice.

### Mai
- 6 mai: Are loc, la Palatul Sporturilor din București, gala de adio a gimnastei Nadia Comăneci. Cu prilejul retragerii sale din activitatea competițională, primește din partea președintelui Comitetului Internațional Olimpic, Juan Antonio Samaranch, Ordinul Olimpic.
- 8 mai: Uniunea Sovietică anunță că va boicota Olimpiada de Vară de la Los Angeles, California, Statele Unite.
- 11 mai: Are loc tranzitarea Pământului peste Soare. Acest fenomen are loc atunci când planeta Pământ trece între Soare și Marte, acoperind o mică parte a discului Soarelui pentru un observator de pe Marte. În timpul unui tranzit, Pământul ar fi vizibil de pe Marte ca un mic disc negru care se deplasează peste fața Soarelui. Următoarea tranzitare va avea loc la 10 noiembrie 2084.
- 27 mai: Are loc inaugurarea oficială a Canalului Dunăre–Marea Neagră, ale cărui lucrări de construcție au început în 1973.
- 27 mai: A fost resfințită Biserica Neagră din Brașov, în urma lucrărilor de restaurare începute în anul 1970.

### Iunie
- 25 iunie: Are loc inaugurarea oficială a lucrărilor de construcție a Casei Republicii și a Bulevardului "Victoria Socialismului" din București.
- 27 iunie: Echipa națională de fotbal a Franței învinge echipa națională de fotbal a Spaniei cu scorul de 2-0 și câștigă Campionatul European de Fotbal 1984.

### Iulie
- 1 iulie: Irlanda preia Președinția Consiliului Comunităților Europene.
- 25 iulie: Cosmonautul sovietic, Svetlana Savitskaia, a devenit prima femeie din lume care a efectuat o ieșire în spațiu[1].
- 29 iulie-12 august: La cea de a XIII–a ediție a Olimpiadei de vară, organizată la Los Angeles, sportivii români au cucerit 20 de medalii de aur, 16 de argint și 17 de bronz.

### Octombrie
- 19 octombrie: În Republica Populară Polonă este asasinat disidentul Jerzy Popiełuszko.
- 31 octombrie: Prim-ministrul indian, Indira Gandhi, este asasinată de doi membri ai gărzii de corp.

### Decembrie
- 10 decembrie: Plenara CC al PCR la care Nicolae Ceaușescu este ales prim-secretar al UTC.
- 19 decembrie: Marea Britanie și China semnează un acord potrivit căruia Hong Kong trece, începând cu 1 iulie 1997, sub suveranitate chineză, punându–se capăt, după 155 de ani, dominației britanice.
- 31 decembrie: Rajiv Gandhi devine prim-ministru al Indiei.

### Nedatate
- Pelicula Amadeus obține Premiul Oscar pentru cel mai bun film al anului.

## Nașteri

### Ianuarie

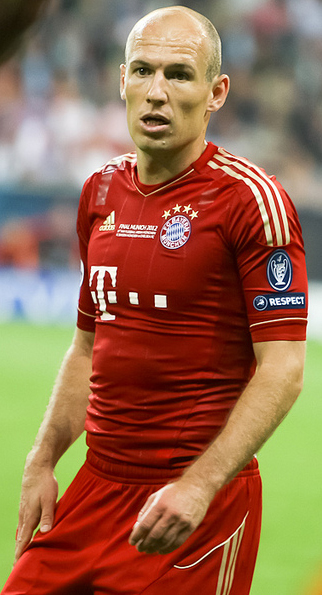
Arjen Robben, fotbalist olandez
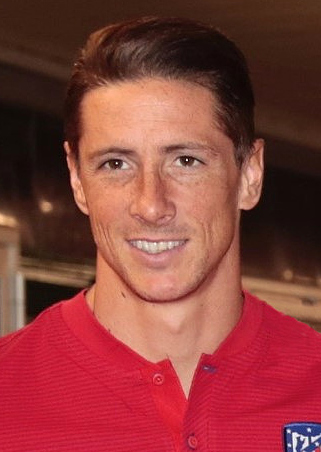
Fernando Torres, fotbalist spaniol
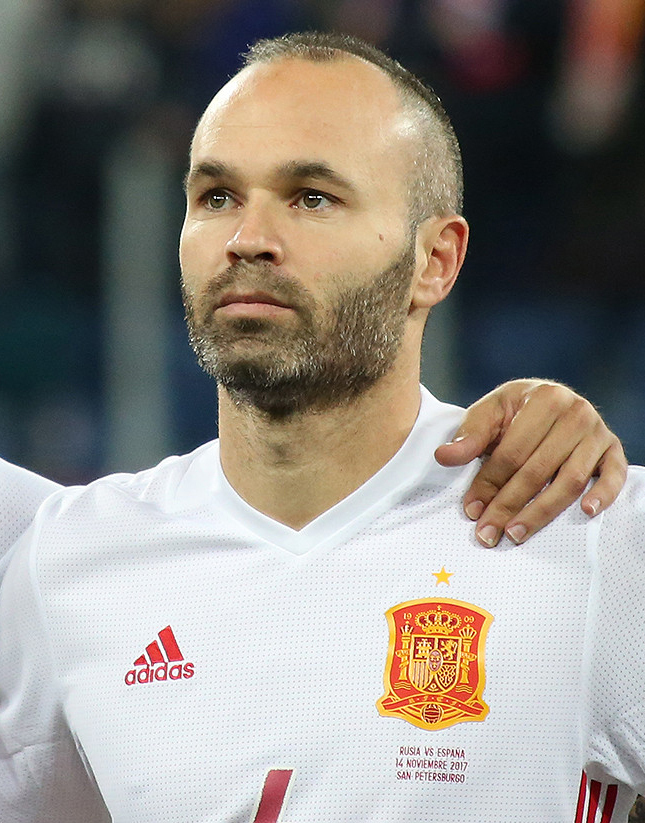
Andrés Iniesta, fotbalist spaniol
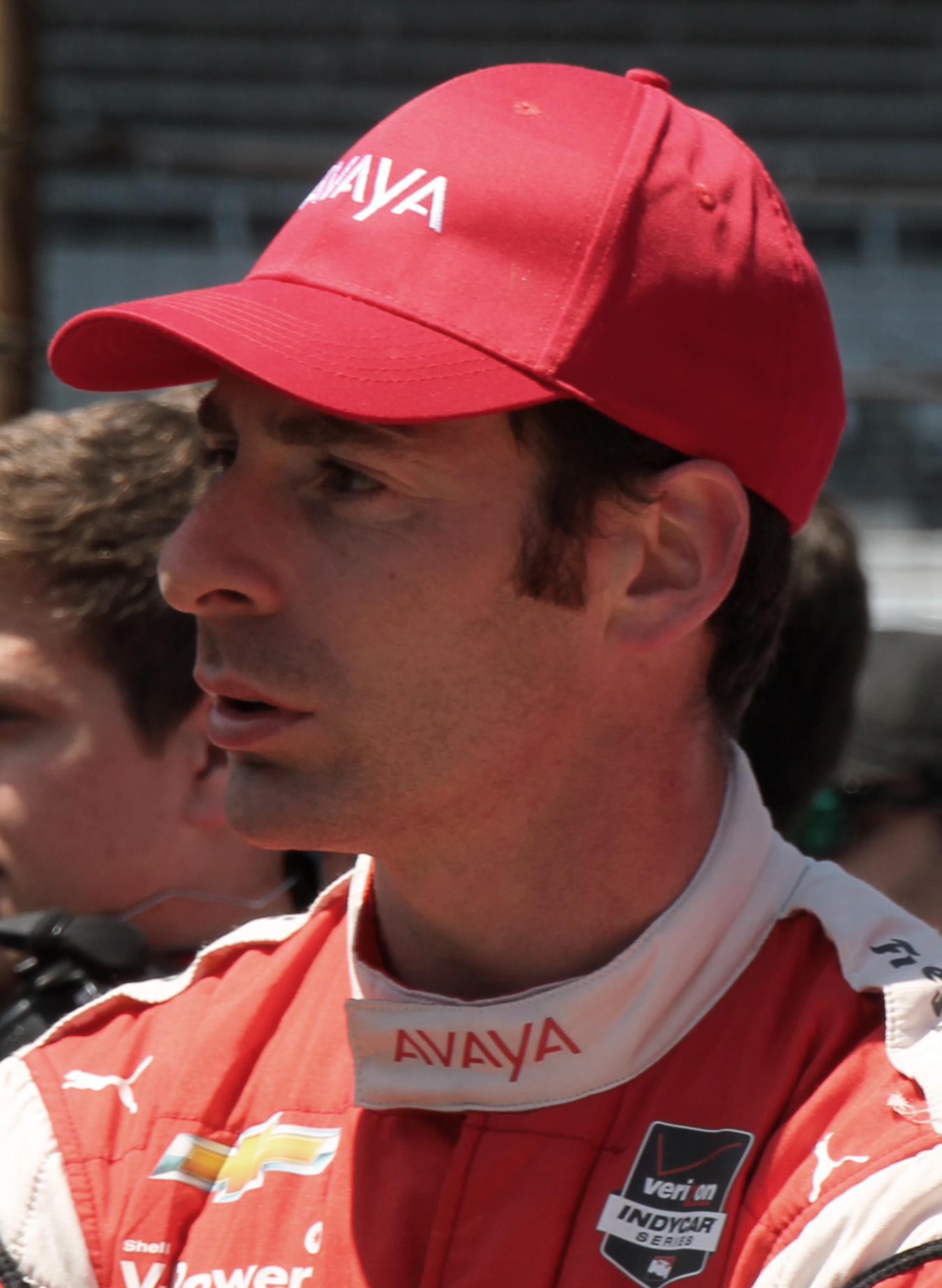
Simon Pagenaud, pilot francez de curse formula IndyCar

- 1 ianuarie: Ion Cebanu, politician din R. Moldova
- 1 ianuarie: José Paolo Guerrero (José Paolo Guerrero Gonzales), fotbalist peruan (atacant)
- 3 ianuarie: Andrea Cassarà, scrimer italian
- 4 ianuarie: Ioana Cristina Rotaru (n. Ioana Cristina Papuc), canotoare română
- 4 ianuarie: Ioana Papuc, canotoare română
- 6 ianuarie: Eric Trump (Eric Frederick Trump), om de afaceri american, filantrop, al treilea copil al lui Donald Trump
- 8 ianuarie: Kim Jong-un, al 3-lea lider suprem al Coreei de Nord (din 2012)
- 10 ianuarie: Marouane Chamakh, fotbalist francez (atacant)
- 10 ianuarie: Tadas Labukas, fotbalist lituanian (atacant)
- 11 ianuarie: Maria Elena Kyriakou, cântăreață cipriotă
- 11 ianuarie: Stijn Schaars (Stefanus Johannes Schaars), fotbalist neerlandez
- 12 ianuarie: Oribe Peralta (Oribe Peralta Morones), fotbalist mexican (atacant)
- 12 ianuarie: Natalia Morari, jurnalistă din R. Moldova
- 12 ianuarie: Romeo Surdu (Romeo Constantin Surdu), fotbalist român (atacant)
- 14 ianuarie: Remus Dănălache (Remus Cristian Dănălache), fotbalist român (portar)
- 14 ianuarie: Mia Martina, cântăreață canadiană
- 14 ianuarie: Veronica Alexandra Tecaru, cântăreață română
- 16 ianuarie: Pierre Boya, fotbalist camerunez (atacant)
- 16 ianuarie: Stephan Lichtsteiner, fotbalist elvețian
- 18 ianuarie: Makoto Hasebe, fotbalist japonez
- 19 ianuarie: Karun Chandhok, pilot indian de Formula 1
- 19 ianuarie: Andreea Vasile, actriță română
- 19 ianuarie: Aliona Savcenko, sportivă germană (patinaj artistic)
- 20 ianuarie: Bonnie McKee, cântăreață americană
- 21 ianuarie: Luke Grimes, actor american
- 21 ianuarie: Wes Morgan (Westley Nathan Morgan), fotbalist jamaican
- 22 ianuarie: Milan Mitić, fotbalist sârb
- 23 ianuarie: Valentin Ioviță, fotbalist român (d.2024)
- 23 ianuarie: Dragan Mrđa, fotbalist sârb (atacant)
- 23 ianuarie: Arjen Robben, fotbalist neerlandez (atacant)
- 24 ianuarie: Emerse Faé, fotbalist ivorian
- 24 ianuarie: Jung Jin-sun, scrimer sud-coreean
- 25 ianuarie: Stefan Kiessling, fotbalist german (atacant)
- 25 ianuarie: Robinho (Robson de Souza), fotbalist brazilian (atacant)
- 26 ianuarie: Antonio Rukavina, fotbalist sârb
- 30 ianuarie: Tan Xue, scrimeră chineză
- 30 ianuarie: Kid Cudi, cântăreț și producător de muzică american

### Februarie
- 1 februarie: Darren Fletcher (Darren Barr Fletcher), fotbalist scoțian
- 1 februarie: Marius Matei, fotbalist român (atacant)
- 3 februarie: Sara Carbonero (Sara Carbonero Arévalo), jurnalistă spaniolă
- 3 februarie: Elizabeth Holmes, antreprenoare americană
- 3 februarie: Aleksejs Višņakovs, fotbalist leton
- 5 februarie: Carlos Tévez (Carlos Alberto Martínez Tévez), fotbalist argentinian (atacant)
- 6 februarie: Darío Flores (Dario Antonio Flores Bistolfi), fotbalist uruguayan
- 7 februarie: Dan Grunfeld, baschetbalist american
- 9 februarie: Vukašin Brajić, cântăreț sârb
- 9 februarie: Dzmitri Klimovici, fotbalist belarus
- 9 februarie: Inna Șupac, politiciană din R. Moldova
- 11 februarie: Marius Postolache, fotbalist român
- 13 februarie: Apoño (n. Antonio Galdeano Benítez), fotbalist spaniol
- 13 februarie: Benedict Vesa, episcop român
- 14 februarie: MC Bean (n. Marius Andrei Alexe), cântăreț român
- 18 februarie: Lucian Burdujan, fotbalist român (atacant)
- 18 februarie: Vasile Curileac (Vasile Marius Curileac), fotbalist român (portar)
- 18 februarie: Carlos Kameni (Idriss Carlos Kameni), fotbalist camerunez (portar)
- 18 februarie: Idriss Carlos Kameni, fotbalist camerunez
- 21 februarie: David Odonkor, fotbalist german
- 21 februarie: Andreas Seppi, jucător italian de tenis
- 22 februarie: Branislav Ivanović, fotbalist sârb
- 24 februarie: Igor Țîgîrlaș, fotbalist din R. Moldova
- 25 februarie: João Pereira (João Pedro da Silva Pereira), fotbalist portughez
- 26 februarie: Emmanuel Adebayor (Sheyi Emmanuel Adebayor), fotbalist togolez (atacant)
- 26 februarie: Natalia Lafourcade, cântăreață mexicană
- 26 februarie: Veena Malik, actriță pakistaneză
- 26 februarie: Beren Saat, actriță turcă
- 28 februarie: Ellie White, cântăreață română
- 29 februarie: Ionuț Gheorghe, boxer român
- 29 februarie: Rica Imai, actriță japoneză

### Martie
- 2 martie: Loredana Dinu, scrimeră română
- 2 martie: Jong Tae-Se, fotbalist nord-coreean (atacant)
- 3 martie: Nemanja Jovanović, fotbalist sârb (atacant)
- 7 martie: Mathieu Flamini, fotbalist francez
- 7 martie: Morena (Margerita Camilleri Fenech), cântăreață malteză
- 7 martie: Lei Sheng, scrimer chinez
- 7 martie: Morena, cântăreață malteză
- 8 martie: Rio Mavuba (Rio Antonio Zoba Mavuba), fotbalist francez
- 8 martie: Nora-Jane Noone, actriță irlandeză
- 8 martie: Piotr Pavlenski, artist rus
- 8 martie: Annemarie Părău, baschetbalistă română
- 10 martie: Olivia Wilde, actriță americană
- 12 martie: Ionuț Simionca, politician român
- 14 martie: Jaimie Alexander, actriță americană
- 16 martie: Octavian Abrudan, fotbalist român
- 16 martie: Wilfried Sanou, fotbalist burkinez (atacant)
- 18 martie: Rajeev Ram, jucător de tenis american
- 18 martie: Eduard-Andrei Popica, politician
- 20 martie: Robert Almer, fotbalist austriac (portar)
- 20 martie: Justine Ezarik, actriță americană de film
- 20 martie: Fernando Torres (Fernando José Torres Sanz), fotbalist spaniol (atacant)
- 21 martie: Sopho Ghelovani, cântăreață georgiană
- 24 martie: Amna (Cristina Andreea Mușat), cântăreață română
- 24 martie: Park Bom, cântăreață sud-coreeană
- 24 martie: Benoît Assou-Ekotto (Benoît Pierre David Assou-Ekotto), fotbalist camerunez
- 24 martie: Ifeanyi Emeghara, fotbalist nigerian
- 24 martie: Jungo Fujimoto, fotbalist japonez
- 25 martie: Constantin Lupulescu, șahist român
- 26 martie: Elena Pavel, fotbalistă română
- 27 martie: Alexandru Gațcan, fotbalist din R. Moldova
- 27 martie: Brett Holman (Brett Trevor Holman), fotbalist australian
- 29 martie: Juan Mónaco, jucător argentinian de tenis
- 29 martie: Mai Satoda, cântăreață japoneză
- 29 martie: Daniel Octavian Spiridon, fotbalist român
- 30 martie: Mario Ančić, jucător croat de tenis
- 30 martie: Samantha Stosur, jucătoare australiană de tenis

### Aprilie
- 1 aprilie: Jonas Gonçalves Oliveira, fotbalist brazilian (atacant)
- 1 aprilie: Dafina Zeqiri, compozitoare kosovară
- 2 aprilie: Miloš Brezinský, fotbalist slovac
- 2 aprilie: Loredana Dinu, scrimeră română
- 5 aprilie: Aram Mp3 (Aram Sargsyan), cântăreț armean
- 5 aprilie: Marshall Allman, actor american
- 5 aprilie: Ionuț Cristian Săpunaru, fotbalist român
- 5 aprilie: Kisho Yano, fotbalist japonez (atacant)
- 6 aprilie: Michaël Ciani, fotbalist francez
- 6 aprilie: Siboniso Pa Gaxa, fotbalist sud-african
- 12 aprilie: Emma Bejanyan, cântăreață armeană
- 12 aprilie: Andrei Gaidulean, actor rus
- 13 aprilie: Anders Lindegaard (Anders Rosenkrantz Lindegaard), fotbalist danez (portar)
- 15 aprilie: Jymmy Dougllas França, fotbalist brazilian (atacant)
- 15 aprilie: Ben Kasica, muzician american
- 16 aprilie: Olguța Berbec, cântăreață română
- 16 aprilie: Alexandru Sirițeanu, scrimer român
- 16 aprilie: Claire Foy, actriță britanică
- 17 aprilie: Iliia Mokrețov, scrimer kazah
- 22 aprilie: Amelle Berrabah, cântăreață britanică
- 22 aprilie: Léonore Perrus, scrimeră franceză
- 24 aprilie: Tyson Ritter, cântăreț american
- 28 aprilie: Dmitri Torbinski, fotbalist rus
- 29 aprilie: Firass Dirani, actor australian
- 29 aprilie: Valentin Ghionea, handbalist român
- 30 aprilie: Veaceslav Sofroni, fotbalist din R. Moldova (atacant)

### Mai
- 6 mai: Fawzi Bashir (Fawzi Bashir Rajab Bait Doorbeen), fotbalist omanez
- 7 mai: Kevin Owens, wrestler canadian
- 8 mai: Maximiliano Pereira, fotbalist uruguayan
- 10 mai: Andrei Cristea, fotbalist român (atacant)
- 10 mai: Andrei Ursache, jucător român de rugby
- 11 mai: Andrés Iniesta (Andrés Iniesta Suarez), fotbalist spaniol
- 12 mai: Loredana Boboc, sportivă română (gimnastică artistică)
- 12 mai: Tania Cergă, cântăreață din Republica Moldova
- 13 mai: Alex Velea (Alexandru-Ionuț Velea), cântăreț român
- 14 mai: Michael Rensing, fotbalist german (portar)
- 14 mai: Zack Ryder (n. Matthew Joseph Cardona Jr.), wrestler american
- 14 mai: Óscar Rubio (Óscar Rubio Fauria), fotbalist spaniol
- 14 mai: Mark Zuckerberg, programator american și antreprenor în domeniul internetului
- 14 mai: Olly Murs, cântăreț britanic
- 16 mai: Issey Nakajima-Farran, fotbalist canadian
- 18 mai: Kamil Kopúnek, fotbalist slovac
- 18 mai: Simon Pagenaud, pilot francez formula IndyCar
- 19 mai: Julius Wobay (Julius Gibrilla Wobay), fotbalist din Sierra Leone
- 21 mai: George Florescu, fotbalist român
- 22 mai: Irmena Cicikova, actriță bulgară
- 22 mai: Karoline Herfurth, actriță germană
- 22 mai: Dustin Moskovitz, antreprenor american
- 23 mai: Hugo Almeida (Hugo Miguel Pereira Almeida), fotbalist portughez (atacant)
- 24 mai: Tudor Istodor, actor român
- 24 mai: Alin Mituța, politician român
- 25 mai: Wendel Gomes (Wendel Raul Gonçalves Gomes), fotbalist brazilian
- 25 mai: Emma Marrone, cântăreață italiană
- 25 mai: Reinaldo (Reinaldo José Zacarias da Silva), fotbalist brazilian
- 26 mai: Virgil Sălișcan, scrimer român
- 26 mai: Łukasz Szukała, fotbalist polonez
- 28 mai: Giannis Arabatzis, fotbalist grec (portar)
- 28 mai: Lili Sandu, cântăreață română
- 28 mai: Cristian-Tudor Băcanu, politician
- 29 mai: Gauthier Grumier, scrimer francez

### Iunie

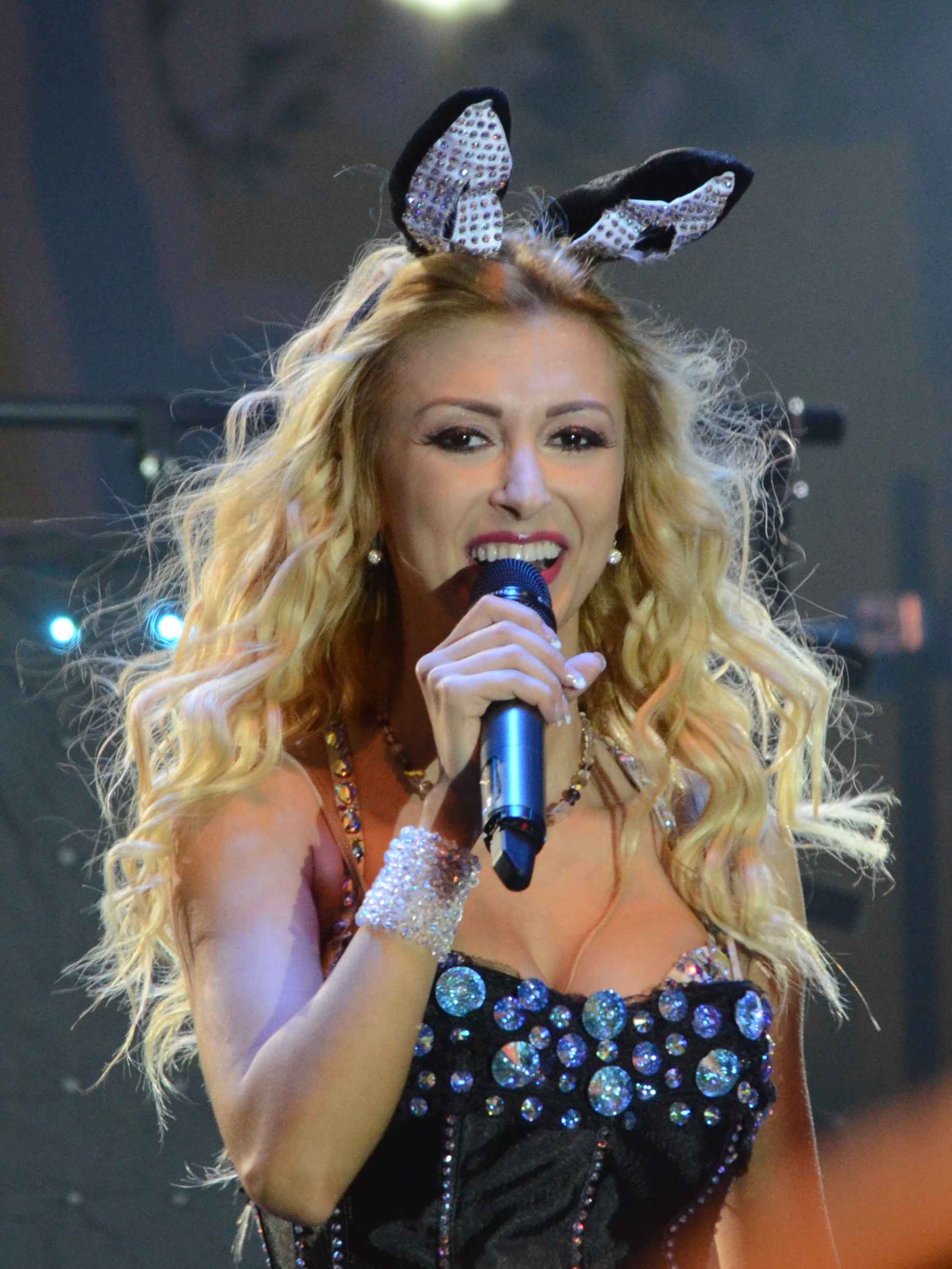
Andreea Bălan, cântăreață română
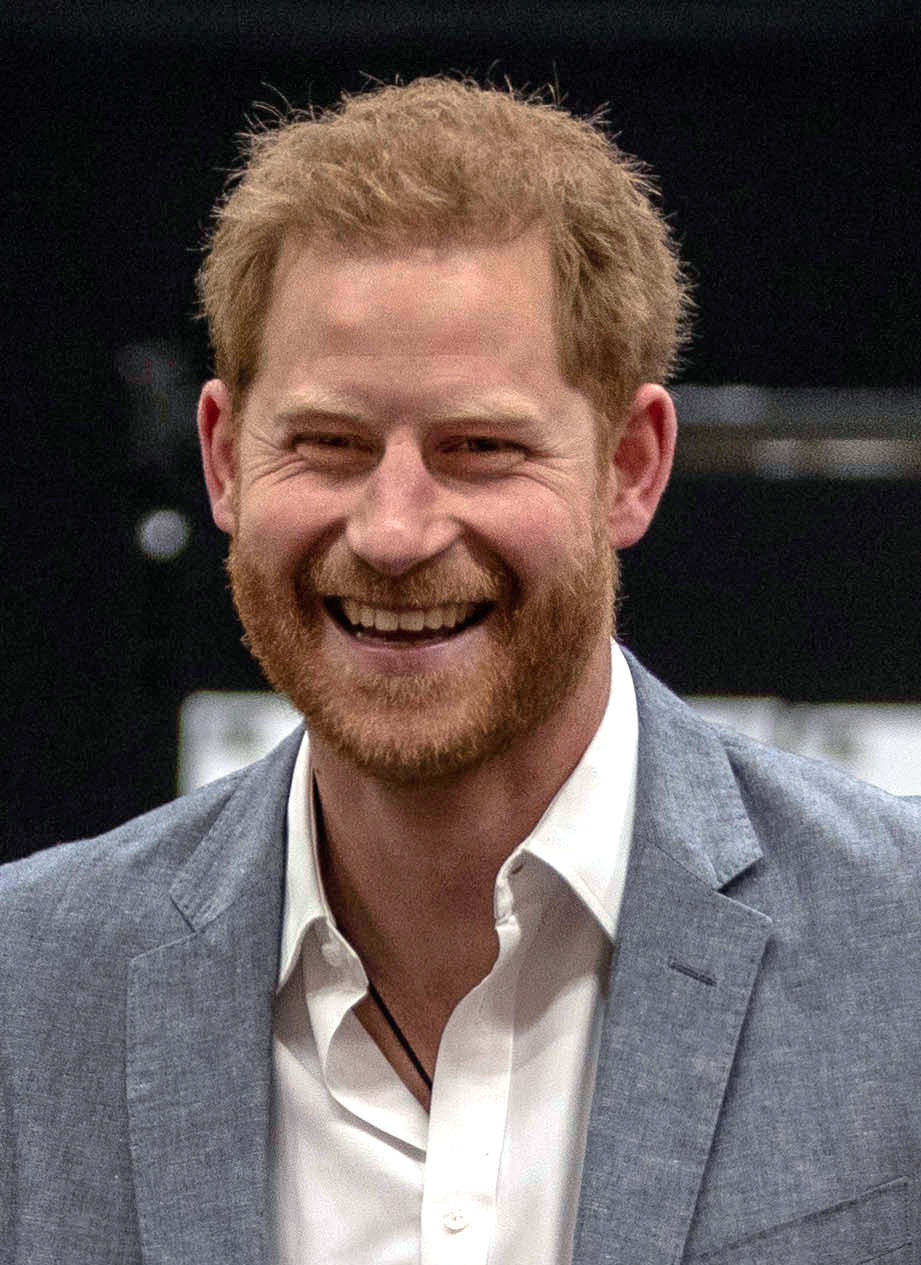
Prințul Harry, Duce de Sussex
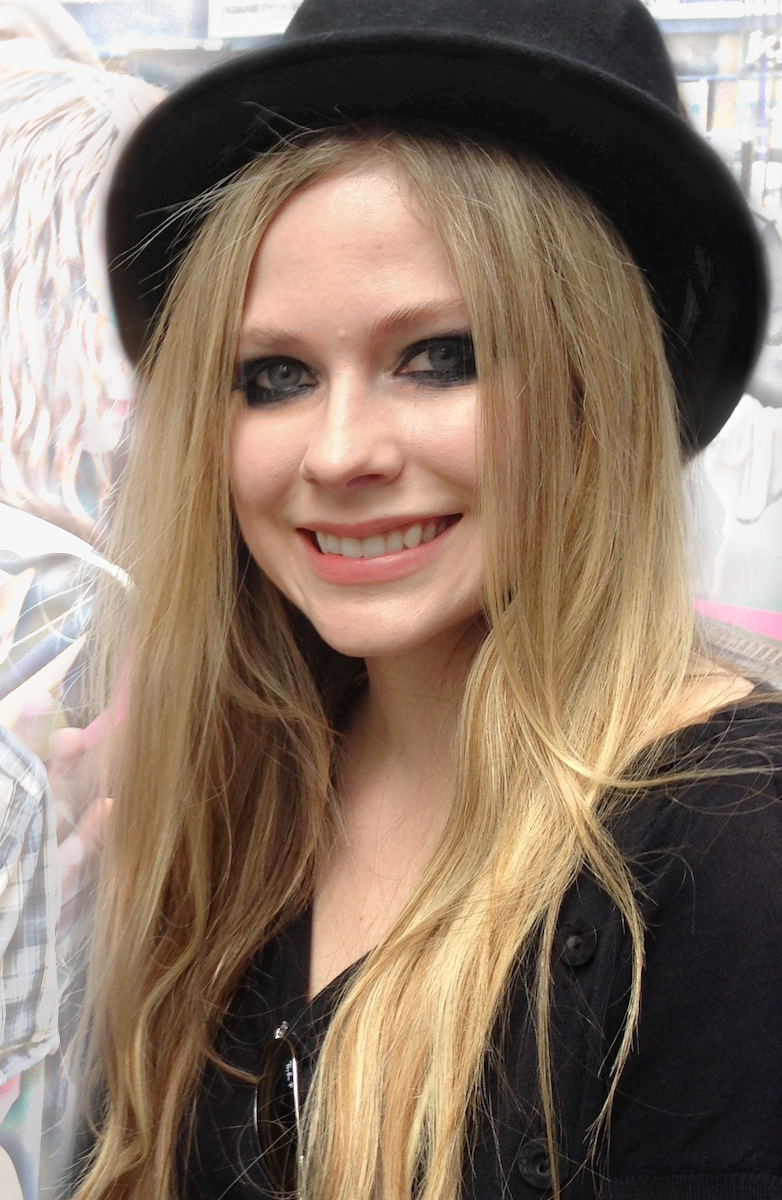
Avril Lavigne, cântăreață, textieră și actriță canadiană
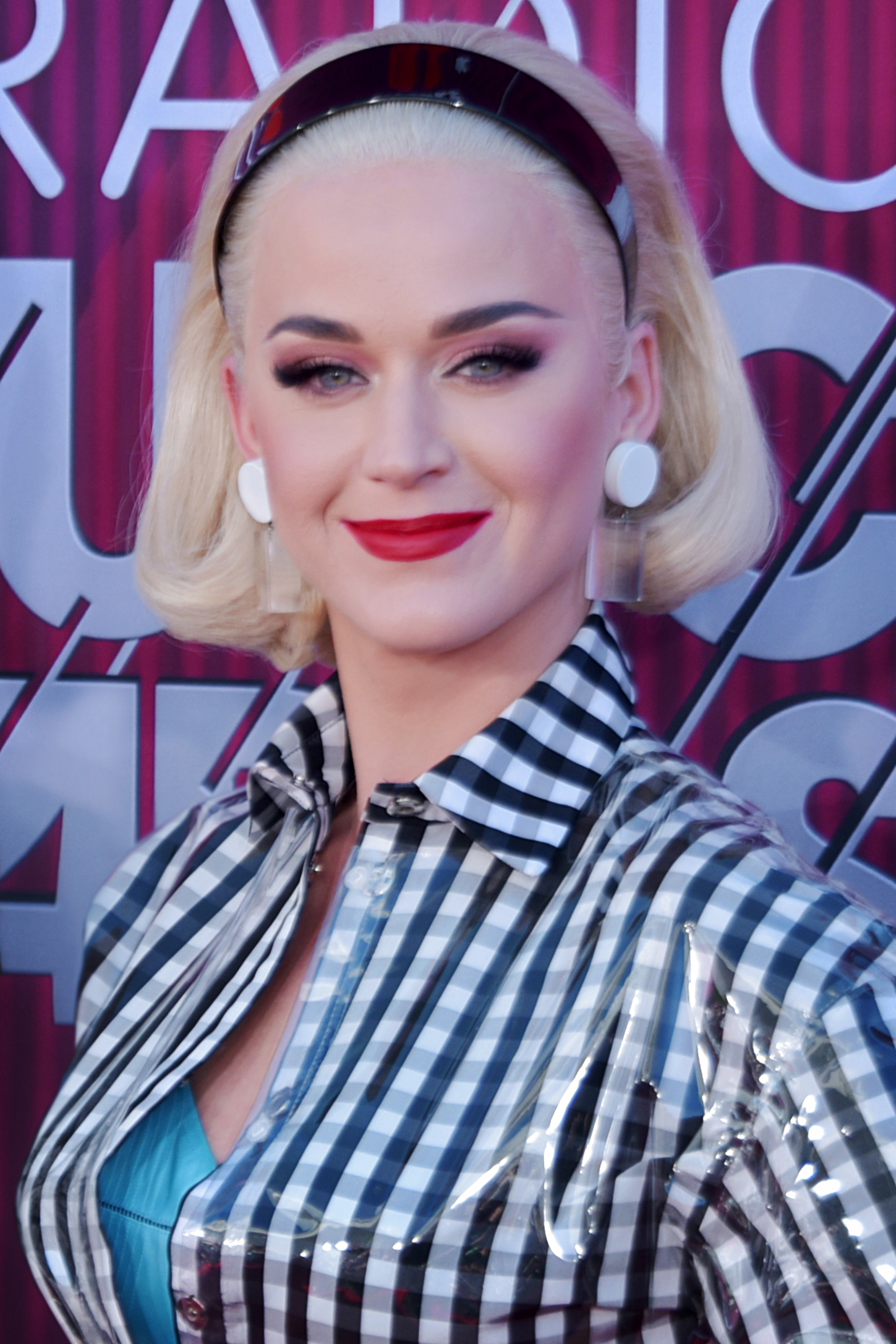
Katy Perry, cântăreață și compozitoare americană

- 1 iunie: Jean Beausejour (Jean André Emanuel Beausejour Colique), fotbalist chilian
- 1 iunie: Jean Bogza (Jean Claude Adrimer Bogza), fotbalist român
- 1 iunie: Jean Claude Adrimer Bozga, fotbalist român
- 2 iunie: Paulius Grybauskas, fotbalist lituanian (portar)
- 6 iunie: ByeAlex (Alex Márta), cântăreț maghiar
- 6 iunie: Antonia Prebble, actriță neozeelandeză
- 7 iunie: Constantin Bejenaru, pugilist din R. Moldova
- 8 iunie: Javier Mascherano (Javier Alejandro Mascherano), fotbalist argentinian
- 8 iunie: Maximiliano Pereira (Victorio Maximiliano Pereira Páez), fotbalist uruguayan
- 9 iunie: Wesley Sneijder (Wesley Benjamin Sneijder), fotbalist neerlandez
- 11 iunie: Vágner Love (n. Vágner Silva de Souza), fotbalist brazilian (atacant)
- 12 iunie: Bruno Soriano (Bruno Soriano Llido), fotbalist spaniol
- 14 iunie: Siobhán Donaghy, cântăreață britanică
- 16 iunie: Jeon Hee-sook, scrimeră sud-coreeană
- 19 iunie: Paul Franklin Dano, actor american
- 19 iunie: Serghei Namașco, fotbalist din R. Moldova
- 24 iunie: Osvaldo Miranda (Osvaldo Noé Miranda), fotbalist argentinian (atacant)
- 23 iunie: Andreea Bălan (Andreea Georgiana Bălan), cântăreață română de muzică pop și dance
- 23 iunie: Ana Rodean, atletă română
- 24 iunie: Valentin Lemnaru (Valentin Ionuț Lemnaru), fotbalist român (atacant)
- 26 iunie: Igor Bugaiov, fotbalist din R. Moldova (atacant)
- 26 iunie: Preslava (Petia Koleva Ivanova), cântăreață bulgară
- 27 iunie: José Lloyd Holebas, fotbalist grec
- 27 iunie: Gökhan Inler, fotbalist elvețian
- 27 iunie: Kiril Pavliucek, fotbalist belarus
- 27 iunie: Rareș Soporan, fotbalist român
- 28 iunie: Andrei Piatov, fotbalist ucrainean (portar)
- 30 iunie: Djorđje Ivelja, fotbalist sârb
- 30 iunie: Cătălin Moroșanu (n. Cătălin Moroșan), luptător român  K1, Supercombat

### Iulie
- 1 iulie: Răzvan Burleanu, președintele Federației Române de Fotbal, român
- 1 iulie: Chaouki Ben Saada, fotbalist francez (atacant)
- 2 iulie: Dorin Goga (Dorin Ioan Goga), fotbalist român (atacant)
- 3 iulie: Andreea Isărescu, sportivă română (gimnastică artistică)
- 6 iulie: Stanca Radu, scenaristă română
- 7 iulie: Alberto Aquilani, fotbalist italian
- 7 iulie: Bruno Moraes (Bruno dos Santos Moraes), fotbalist brazilian (atacant)
- 8 iulie: Ilinca Hărnuț, actriță română
- 9 iulie: Blazhe Ilijoski, fotbalist macedonean
- 10 iulie: Mark González (Mark Dennis González Hoffmann), fotbalist chilian (atacant)
- 11 iulie: Costin Curelea, fotbalist român (atacant)
- 12 iulie: Ciprian Milea, fotbalist român
- 12 iulie: Sami Zayn, wrestler canadian
- 12 iulie: Andrei-Iulian Drancă, politician
- 14 iulie: Samir Handanović, fotbalist sloven (portar)
- 14 iulie: Nilmar (Nilmar Honorato da Silva), fotbalist brazilian (atacant)
- 14 iulie: Samir Handanovič, fotbalist sloven
- 15 iulie: Édgar Barreto (Édgar Osvaldo Barreto Cáceres), fotbalist paraguayan
- 15 iulie: Jivko Milanov (Jivko Kirilov Milanov), fotbalist bulgar
- 18 iulie: Alin Ilin (Alin Sorin Ilin), fotbalist român
- 19 iulie: Andrea Libman, actriță canadiană
- 19 iulie: Diana Mocanu, înotătoare română
- 19 iulie: Zhu Zhu, actriță chineză
- 19 iulie: Matthias Laurenz Gräff, pictor austriac
- 20 iulie: Iulian Popa, fotbalist român
- 22 iulie: Stewart Downing, fotbalist englez
- 22 iulie: Oleh Șturbabin, scrimer ucrainean
- 23 iulie: Walter Gargano (Walter Alejandro Gargano Guevara), fotbalist uruguayan
- 25 iulie: Alexandru Onică, fotbalist din R. Moldova
- 25 iulie: Alexandru Onica, fotbalist moldovean
- 26 iulie: Sabri Sarıoğlu, fotbalist turc
- 28 iulie: Adrian Rusu, fotbalist român
- 29 iulie: Juan Carlos Flores, actor mexican
- 29 iulie: Ma Jianfei, scrimer chinez
- 31 iulie: Valeria Borza, jucătoare română de tenis de masă (d. 2013)

### August
- 1 august: Linn-Kristin Riegelhuth, handbalistă norvegiană
- 1 august: Bastian Schweinsteiger, fotbalist german
- 2 august: Andrei Găluț, cântăreț român
- 2 august: Giampaolo Pazzini, fotbalist italian (atacant)
- 2 august: Ionuț Voicu, fotbalist român
- 2 august: Kațiarina Borisevici, jurnalistă bielorusă
- 3 august: Mile Jedinak (Michael John Jedinak), fotbalist australian
- 3 august: Park Kyoung-doo, scrimer sud-coreean
- 6 august: Vedad Ibišević, fotbalist bosniac (atacant)
- 7 august: Willian Gerlem (Willian Gerlem de Jesus Almeida), fotbalist brazilian (atacant)
- 8 august: Pedro Queirós (Pedro Miguel Barbosa Queirós), fotbalist portughez
- 8 august: George-Cristian Tuță, politician
- 11 august: Vitalie Bordian, fotbalist din R. Moldova
- 11 august: Lucas di Grassi, pilot brazilian de Formula 1
- 11 august: Liudmila Postnova, handbalistă rusă
- 13 august: Niko Kranjčar, fotbalist croat
- 14 august: Giorgio Chiellini, fotbalist italian
- 15 august: Andrea Cossu, fotbalist nigerian
- 17 august: Cristian Pulhac (Corneliu Cristian Pulhac), fotbalist român
- 18 august: Robert Huth, fotbalist german
- 18 august: Aliaksandr Paǔlaǔ, fotbalist bielorus
- 21 august: Alizée (Alizée Jacotey), cântăreață franceză
- 21 august: Francesca Quondamcarlo, scrimeră italiană
- 21 august: Ivan Vukadinović, fotbalist sârb
- 23 august: Glen Johnson (Glen McLeod Cooper Johnson), fotbalist englez
- 23 august: Gabriel-Horia Nasra, politician român
- 23 august: Gabriel Horia Nasra, politician român
- 25 august: Claudiu-Augustin Ilișanu, politician român
- 25 august: Laurențiu Marinescu (Laurențiu Nicolae Marinescu), fotbalist român
- 27 august: Sulley Muntari (Sulleyman Ali Muntari), fotbalist ghanez
- 27 august: Corina Simona Olar, fotbalistă română
- 28 august: Paula Fernandes, cântăreață braziliană

### Septembrie
- 1 septembrie: Federico Piovaccari, fotbalist italian (atacant)
- 2 septembrie: Donatan (Witold Marek Czamara), cântăreț polonez
- 4 septembrie: Thomas Villadsen, fotbalist danez (portar)
- 5 septembrie: Paul Negoescu, regizor și scenarist de film, român
- 5 septembrie: Marina Radu, jucătoare canadiană de polo pe apă
- 7 septembrie: Miranda (João Miranda de Souza Filho), fotbalist brazilian
- 7 septembrie: Mariko Okubo, actriță japoneză
- 7 septembrie: Vera Zvonareva, jucătoare rusă de tenis
- 8 septembrie: Vitali Petrov, pilot de curse auto rus
- 9 septembrie: Michalis Sifakis, fotbalist grec (portar)
- 10 septembrie: Lucian-Daniel Stanciu-Viziteu, statistician și politician român
- 11 septembrie: Carlos Cardoso (Carlos Alexandre Cardoso), fotbalist brazilian
- 11 septembrie: Mayssa Pessoa, handbalistă braziliană
- 13 septembrie: Baron Corbin, wrestler american
- 15 septembrie: Prințul Harry, Duce de Sussex (n. Henry Charles Albert David), al doilea fiu al Prințului Charles de Wales și al Prințesei Diana
- 16 septembrie: István Kovács, arbitru român de fotbal
- 16 septembrie: Alexandra Presură, politiciană română
- 18 septembrie: Eliza-Mădălina Peța, politiciană română
- 18 septembrie: Eliza-Mădălina Peța-Ștefănescu, politiciană română
- 19 septembrie: Renee Young, actriță canadiană
- 19 septembrie: Natalie "Eva" Marie Nelson, actriță, model și luptătoare americană
- 21 septembrie: Fabien Farnolle (Fabien Ceddy Farnolle), fotbalist beninez (portar)
- 22 septembrie: Thiago Silva (Thiago Emiliano da Silva), fotbalist brazilian
- 22 septembrie: Laura Vandervoort, actriță canadiană
- 23 septembrie: Ionuț Ciobanu, handbalist român
- 23 septembrie: Diogo Valente (Diogo Jorge Moreno Valente), fotbalist portughez
- 24 septembrie: Mickaël Poté, fotbalist beninez (atacant)
- 25 septembrie: Siphiwe Tshabalala (Lawrence Siphiwe Tshabalala), fotbalist sud-african
- 26 septembrie: Dare Vršič, fotbalist sloven
- 27 septembrie: Avril Lavigne (Avril Ramona Lavigne), cântăreață, textieră și actriță canadiană
- 28 septembrie: Mathieu Valbuena, fotbalist francez
- 29 septembrie: Per Mertesacker, fotbalist german
- 29 septembrie: Tayanna, cântăreață ucraineană

### Octombrie
- 2 octombrie: Marion Bartoli, jucătoare franceză de tenis
- 2 octombrie: Gabriel Cristian Velcovici, fotbalist român
- 4 octombrie: Bogdan Alexandru Dolha, fotbalist român
- 4 octombrie: Lena Katina, cântăreață rusă
- 5 octombrie: Krzysztof Mikołajczak, scrimer polonez
- 6 octombrie: Emilia Turei, handbalistă rusă
- 7 octombrie: Néstor Ortigoza (Néstor Ezequiel Ortigoza), fotbalist paraguayan
- 8 octombrie: Mihai Mincă (Mihai Adrian Mincă), fotbalist român (portar)
- 10 octombrie: Ion Paladi, cântăreț din R. Moldova
- 14 octombrie: Celia (Cristina Ioana Socolan), cântăreață română
- 15 octombrie: Cristian Oroș, fotbalist român
- 15 octombrie: Dacian Șerban Varga, fotbalist român (atacant)
- 16 octombrie: Eugeniu Cebotaru, fotbalist din R. Moldova
- 16 octombrie: Roberto Hilbert, fotbalist german
- 16 octombrie: Mihai Roman, fotbalist român
- 16 octombrie: Shayne Ward (Shayne Thomas Ward), cântăreț britanic
- 18 octombrie: José Nadson Ferreira, fotbalist brazilian
- 18 octombrie: Freida Pinto, actriță indiană
- 18 octombrie: Milo Yiannopoulos, jurnalist britanic
- 18 octombrie: Lindsey Vonn, schioară americană
- 19 octombrie: Claudia Pavel, cântăreață română
- 20 octombrie: Mitch Lucker (Mitchell Adam Lucker), muzician american (d. 2012)
- 20 octombrie: Cosmina Stratan, actriță română
- 21 octombrie: Jelena Jovanova, actriță macedoneană
- 22 octombrie: Anca Pop, cântăreață română (d. 2018)
- 25 octombrie: Katy Perry (n. Katheryn Elizabeth Hudson), cântăreață și compozitoare americană

### Noiembrie
- 1 noiembrie: Nemanja Milisavljević, fotbalist sârb
- 1 noiembrie: Rareș Oprea, fotbalist român
- 1 noiembrie: Miloš Krasić, fotbalist sârb
- 2 noiembrie: Andrei Nicolae, politician român
- 4 noiembrie: Ayila Yussuf, fotbalist nigerian
- 4 noiembrie: Mya Mason, actriță porno americană
- 5 noiembrie: Eliud Kipchoge, atlet kenyan
- 7 noiembrie: Dulee Johnson, fotbalist liberian
- 7 noiembrie: Giulia Anghelescu, cântăreață română
- 8 noiembrie: Erika Miyoshi, cântăreață japoneză
- 9 noiembrie: Mihai Pintilii, fotbalist român
- 9 noiembrie: Se7en, cântăreț sud-coreean
- 9 noiembrie: French Montana, rapper
- 10 noiembrie: Adrian Pătulea, fotbalist român
- 10 noiembrie: Serghei Gafina, fotbalist moldovean
- 13 noiembrie: Diogo Santos, fotbalist portughez
- 13 noiembrie: Lucas Barrios, fotbalist paraguayan
- 15 noiembrie: Katarina Bulatović, handbalistă română
- 16 noiembrie: Mihai Roman, fotbalist român născut în 1984
- 17 noiembrie: Megumi Sato, actriță japoneză
- 17 noiembrie: Park Han Byul, actriță sud-coreeană
- 17 noiembrie: Park Han-byul, actriță sud-coreeană
- 18 noiembrie: Sabin Țambrea, actor german
- 18 noiembrie: Johnny Christ, muzician american
- 18 noiembrie: Enar Jääger, fotbalist estonian
- 19 noiembrie: Aliaksandr Buikevici, scrimer belarus
- 19 noiembrie: Jorge Fucile, fotbalist uruguayan
- 22 noiembrie: Scarlett Johansson (Scarlett Ingrid Johansson), actriță americană
- 24 noiembrie: Lavinia Pârva, cântăreață română și fotomodel
- 25 noiembrie: Gaspard Ulliel, actor francez (d. 2022)
- 26 noiembrie: Ana Maria Popescu (n. Ana Maria Brânză), sportivă română (scrimă)

### Decembrie
- 2 decembrie: Cosmin-Marian Poteraș, politician
- 3 decembrie: Cosmin Moți (Cosmin Iosif Moți), fotbalist român
- 3 decembrie: Avraam Papadopoulos, fotbalist grec
- 4 decembrie: Ferdinando Sforzini, fotbalist italian (atacant)
- 7 decembrie: Robert Kubica, pilot polonez de Formula 1
- 8 decembrie: Badr Hari, kickboxer neerlandezo-marocan
- 10 decembrie: Edina Gallovits-Hall, jucătoare română de tenis
- 10 decembrie: Florin Surugiu, rugbist român
- 11 decembrie: Leighton John Baines, fotbalist britanic
- 11 decembrie: Cristina Mădălina Prună, politiciană română
- 12 decembrie: Daniel Agger (Daniel Munthe Agger), fotbalist danez
- 13 decembrie: Monica Andrei, cântăreață română
- 13 decembrie: Santi Cazorla (Santiago Cazorla González), fotbalist spaniol
- 14 decembrie: Ovidiu Marius Mihalache, fotbalist român
- 15 decembrie: Eugen Sturza, politician din R. Moldova
- 15 decembrie: Martin Škrtel, fotbalist slovac
- 17 decembrie: Asuka Fukuda, cântăreață japoneză
- 18 decembrie: Igor Bour, halterofil din R. Moldova
- 18 decembrie: Victor Ciobanu, politician din R. Moldova
- 18 decembrie: Marius Ionescu, atlet român
- 18 decembrie: Modou Sougou (Pape Amodou Sougou), fotbalist senegalez
- 21 decembrie: Thiago Alberto Constância, fotbalist brazilian (atacant)
- 21 decembrie: Thiago Constância, fotbalist brazilian
- 22 decembrie: Basshunter (n. Jonas Erik Altberg), cântăreț, producător muzical și DJ suedez
- 24 decembrie: Cosmin Vancea, fotbalist român (atacant)
- 24 decembrie: Aurelia Borzin, poetă moldoveană
- 25 decembrie: Miloš Ninković, fotbalist sârb
- 26 decembrie: Alex Schwazer, atlet italian
- 27 decembrie: Edit Maria Fazakas, pianistă română
- 27 decembrie: Gilles Simon, jucător de tenis francez
- 29 decembrie: Sean Stone, actor american
- 30 decembrie: Alina Grigore, actriță română
- 30 decembrie: LeBron James, jucător american de baschet
- 31 decembrie: Alejandra Lazcano, actriță mexicană

## Decese

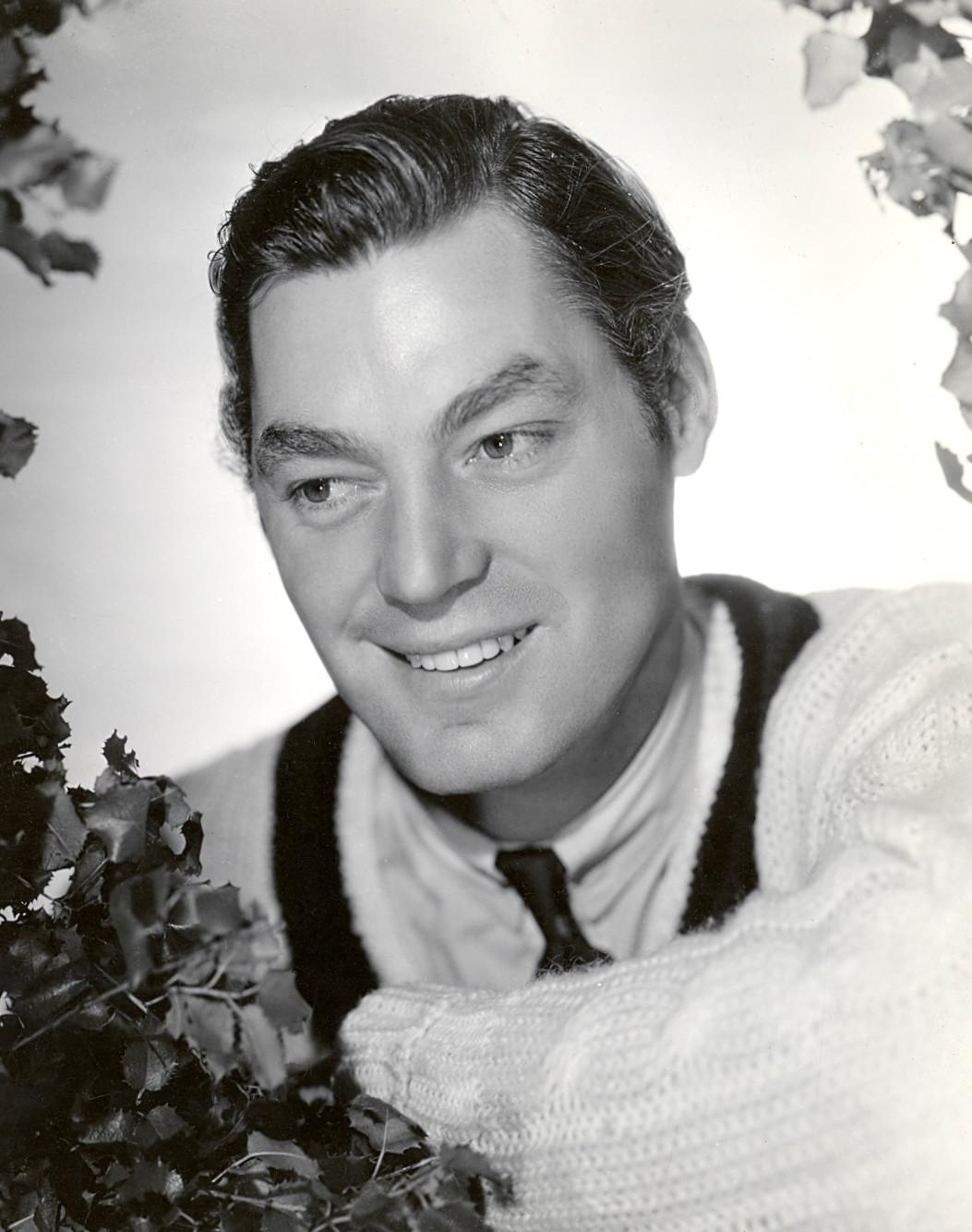
Johnny Weissmüller, sportiv și actor american de origine șvăbească
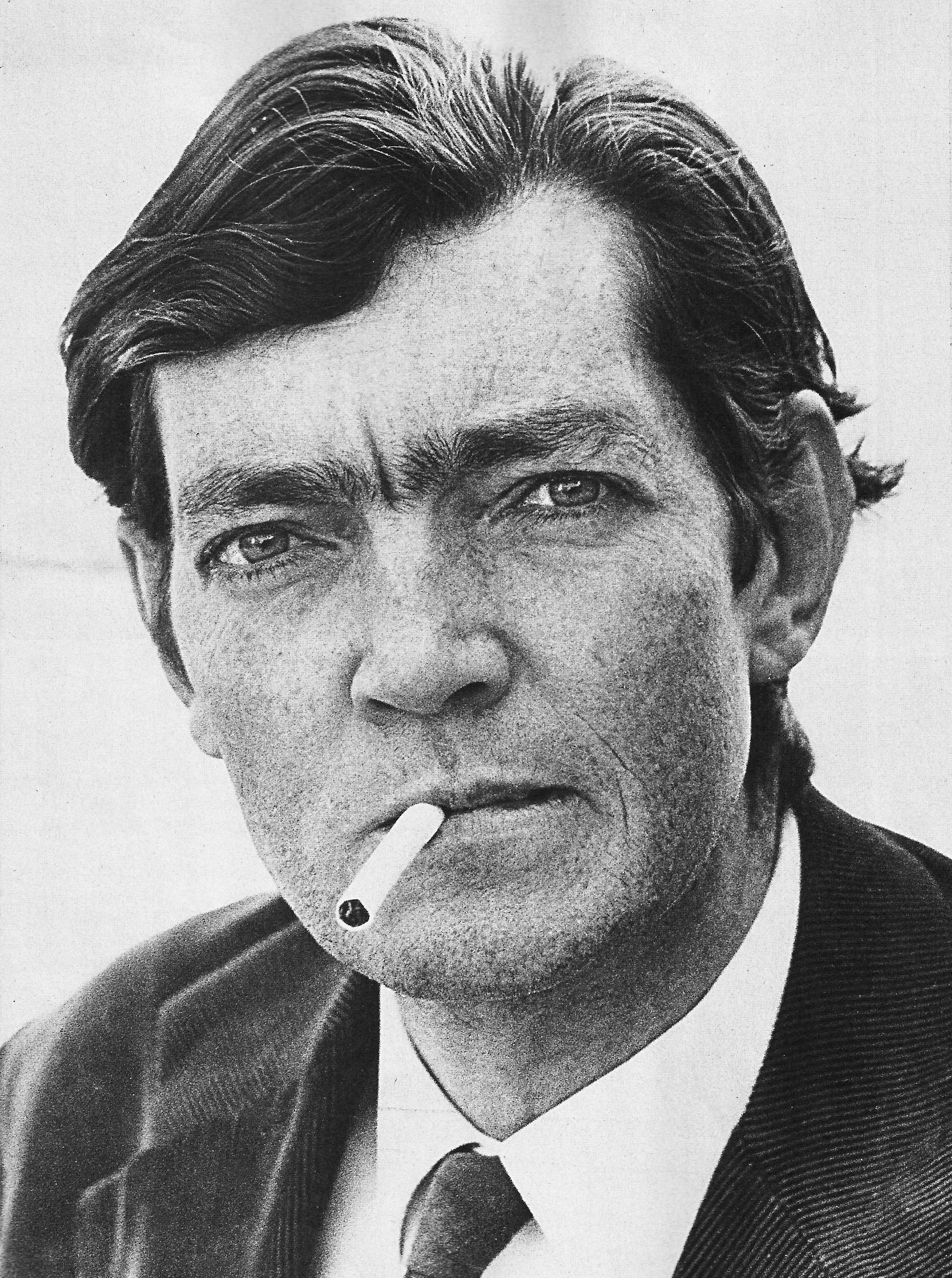
Julio Cortázar, romancier argentinian
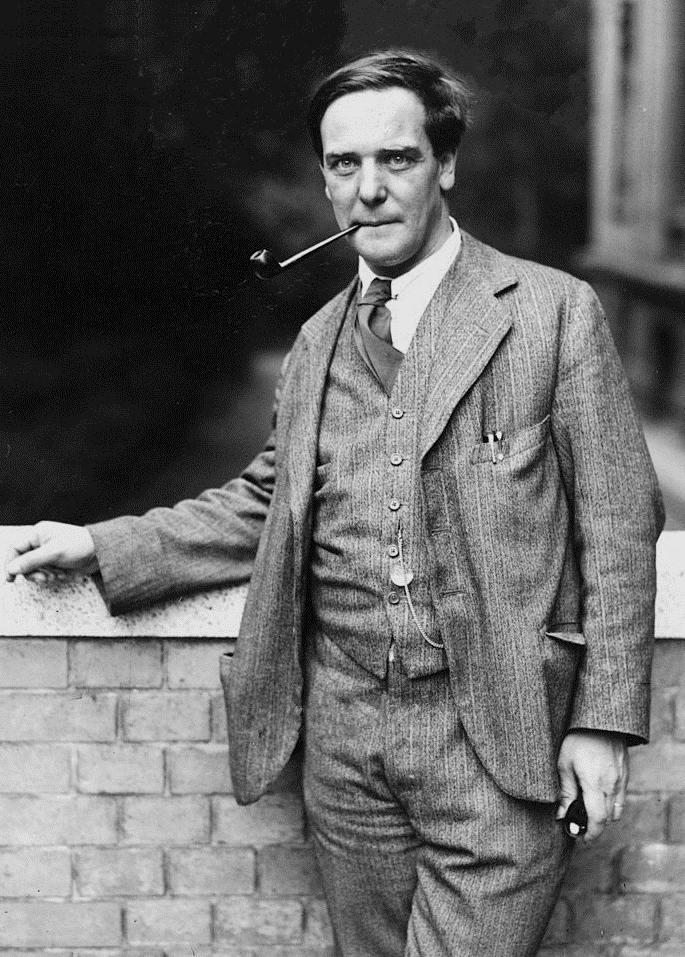
Piotr Kapița, fizician rus, laureat al Premiului Nobel
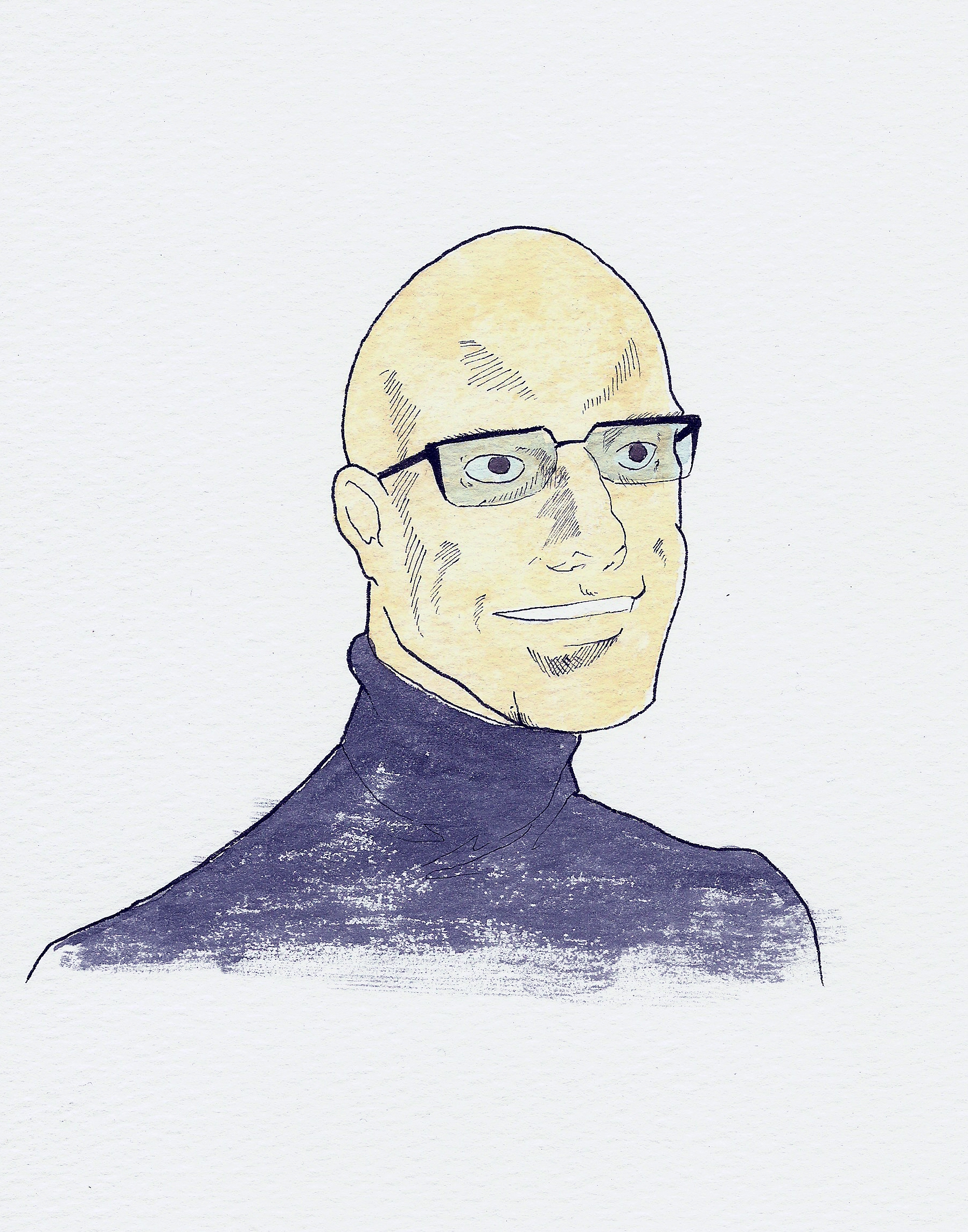
Michel Foucault, filosof și istoric francez

- 2 ianuarie: Sebastià Juan Arbó, 82 ani, scriitor spaniol (n. 1902)
- 3 ianuarie: Aurel D. Broșteanu, jurist și critic de artă român (n. 1904)
- 7 ianuarie: Costică Acsinte (n. Constantin Axinte), 89 ani, fotograf român (n. 1897)
- 7 ianuarie: Alfred Kastler, 81 ani, fizician francez (n. 1902)
- 20 ianuarie: Johnny Weissmüller (n. Peter Johann Weißmüller), 79 ani, sportiv și actor american de etnie șvăbească (n. 1904)
- 29 ianuarie: Frances Goodrich, 93 ani, scriitoare americană (n. 1890)
- 6 februarie: Jorge Guillén, 91 ani, poet spaniol (n. 1893)
- 6 februarie: Remus Răduleț, 79 ani, inginer român (n. 1904)
- 6 februarie: Radu Șerban, 56 ani, compozitor și scriitor român (n. 1927)
- 6 februarie: Radu Șerban, compozitor și scriitor român (n. 1927)
- 7 februarie: Iosif Kovacs, 65 ani, istoric român de etnie maghiară (n. 1919)
- 9 februarie: Yuri Andropov, 69 ani, conducător al Uniunii Sovietice (1982-1984), (n. 1914)
- 12 februarie: Julio Cortázar, 69 ani, romancier argentinian (n. 1914)
- 21 februarie: Mihail Șolohov, 78 ani, scriitor cazac (n. 1905)
- 25 februarie: Roger Couderc, jurnalist francez (n. 1918)
- 4 martie: Berta Brainina, 81 ani, critic și istoric literar sovietic (n. 1902)
- 5 martie: William Powell (William Horatio Powell), 91 ani, actor american (n. 1892)
- 12 martie: Géza Pálfi, 42 ani, disident anticomunist secui (n. 1941)
- 17 martie: Constantin Badighin, scriitor sovietic și ofițer maritim (n. 1910)
- 18 martie: Ene Braniște, teolog român (n. 1913)
- 1 aprilie: Marvin Gaye, cântăreț american (n. 1939)
- 6 aprilie: Virgil Carianopol, 76 ani, poet român (n. 1908)
- 8 aprilie: Piotr Kapița, 89 ani, fizician rus, laureat al Premiului Nobel (1978), (n. 1894)
- 15 aprilie: William Empson, 77 ani, critic literar și scriitor britanic (n. 1906)
- 17 aprilie: Gheorghe Cardaș, 85 ani, critic literar român (n. 1899)
- 17 aprilie: Mark Wayne Clark, 87 ani, ofițer american (n. 1896)
- 18 aprilie: Zeev Sherf, 77 ani, politician israelian (n. 1906)
- 21 aprilie: Marcel Iancu (n. Marcel Janco), 89 ani, pictor, arhitect și eseist român de etnie evreiască (n. 1895)
- 30 aprilie: Zelda (Zelda Schneerson - Mishkovski), 69 ani, poetă israeliană (n. 1914)
- 1 mai: Jüri Lossmann, atlet estonian (n. 1891)
- 13 mai: Stanislaw Ulam, matematician și fizician nuclear (n. 1909)
- 20 mai: Peter Bull, actor britanic (n. 1912)
- 25 mai: Henriette Yvonne Stahl, 83 ani, scriitoare și traducătoare română (n. 1900)
- 29 mai: Kim Sung-Gan, 71 ani, fotbalist japonez (n. 1912)
- 31 mai: Filaret Barbu, 81 ani, compozitor român (n. 1903)
- 9 iunie: Iosif Gafton, episcop al Bisericii Ortodoxe Române (n. 1896)
- 19 iunie: Lee Krasner (Lenore Krasner), 75 ani, artistă americană (n. 1908)
- 22 iunie: Joseph Losey (Joseph Walton Losey), 75 ani, regizor de film american (n. 1909)
- 25 iunie: Michel Foucault (n. Paul-Michel Foucault), 57 ani, filosof și istoric francez (n. 1926)
- 28 iunie: Claude Chevalley, 75 ani, matematician francez (n. 1909)
- 28 iunie: Yigael Yadin (n. Yigal Sukenik), 67 ani, politician israelian (n. 1917)
- 7 iulie: Ștefan Onisie, 58 ani, fotbalist român (n. 1925)
- 9 iulie: Călin Gruia, 84 ani, scriitor român (n. 1900)
- 25 iulie: Uładzimir Karatkievič, 53 ani, scriitor belarus (n. 1930)
- 26 iulie: Ed Gein (Edward Theodore Gein), 77 ani, criminal american (n. 1906)
- 27 iulie: James Mason (James Neville Mason), 75 ani, actor britanic (n. 1909)
- 5 august: Richard Burton (n. Richard Walter Jenkins), 58 ani, actor britanic (n. 1925)
- 6 august: Visarion Aștileanu (n. Vasile Benedict Aștileanu), 70 ani, preot greco-catolic, romano-catolic, episcop ortodox al Aradului (n. 1914)
- 14 august: Vasile Lovinescu, 78 ani, critic literar, scriitor și eseist român (n. 1905)
- 17 august: Petru Aruștei, 45 ani, pictor român (n. 1939)
- 25 august: Truman Capote, scriitor american (n. 1924)
- 28 august: Muhammad Naguib, 83 ani, primul președinte al Egiptului (1953-1954), (n. 1901)
- 2 septembrie: Amir Gilboa (n. Berl Feldmann), 66 ani, poet israelian (n. 1917)
- 7 septembrie: Iosif Slipyj, 92 ani, mitropolit ucrainean, deținut politic, cardinal (n. 1892)
- 14 septembrie: Janet Gaynor, 77 ani, actriță americană (n. 1906)
- 19 septembrie: Frank Tomney, 76 ani, politician britanic (n. 1908)
- 22 septembrie: Pierre Emmanuel (n. Jean-Noël Mathieu), 72 ani, poet francez (n. 1916)
- 23 septembrie: Harald Meschendörfer, 75 ani, pictor român (n. 1909)
- 25 septembrie: Walter Pidgeon (Walter Davis Pidgeon), 87 ani, actor canadian (n. 1897)
- 29 septembrie: Marnix Gijsen (n. Joannes Alphonsius Albertus Goris), 84 ani, scriitor belgian (n. 1899)
- 7 octombrie: Valeri Marcenko, poet, jurnalist, traducător ucrainean (n. 1947)
- 19 octombrie: Vasile Coroban, 74 ani, scriitor din R. Moldova (n. 1910)
- 19 octombrie: Henri Michaux, 85 ani, poet, scriitor și pictor belgian (n. 1899)
- 19 octombrie: Dumitru Murărașu, 87 ani, jurnalist român (n. 1896)
- 19 octombrie: Jerzy Popiełuszko, 37 ani, preot catolic disident polonez (n. 1947)
- 20 octombrie: Vadim Kojevnikov, 75 ani, scriitor sovietic (n. 1909)
- 21 octombrie: Ion Finteșteanu, 85 ani, actor român (n. 1899)
- 21 octombrie: Louis Herman De Koninck, 88 ani, arhitect belgian (n. 1896)
- 21 octombrie: François Truffaut, 52 ani, actor, regizor de film, critic de cinema și scenarist francez (n. 1932)
- 23 octombrie: Marcel Brion, 88 ani, scriitor francez (n. 1895)
- 31 octombrie: Eduardo De Filippo, 84 ani, actor italian (n. 1900)
- 31 octombrie: Indira Gandhi (n. Indira Priyadarshini Gandhi), 66 ani, politiciană indiană, prim-ministru al Indiei (1966-1977), (n. 1917)
- 5 noiembrie: Ștefan Bârsănescu, 89 ani, pedagog, academician și eseist român, membru corespondent al Academiei Române (n. 1895)
- 8 noiembrie: Avraham Pereira, 50 ani, cântăreț bas israelian, interpret de muzică sefardă și muzică ușoară israeliană (n. 1934)
- 10 noiembrie: Xavier Herbert, 83 ani, scriitor australian (n. 1901)
- 13 noiembrie: Eta Boeriu (n. Margarita Caranica), 61 ani, poetă și traducătoare română (n. 1923)
- 13 noiembrie: Shisō Kanaguri, 92 ani, atlet japonez (maraton), (n. 1891)
- 16 noiembrie: Laurențiu Fulga (n. Laurențiu Ionescu), 68 ani, jurnalist român (n. 1916)
- 17 noiembrie: Constantin Rauțchi, 50 ani, actor român (n. 1934)
- 19 noiembrie: Paolo Monelli, 93 ani, ziarist și scriitor italian (n. 1891)
- 19 noiembrie: Paolo Monelli, ziarist și scriitor italian (n. 1891)
- 20 noiembrie: Alexander Moyzes, 78 ani, compozitor slovac (n. 1906)
- 29 noiembrie: Tatiana Pavlovna Ehrenfest, 79 ani, matematiciană neerlandeză (n. 1905)

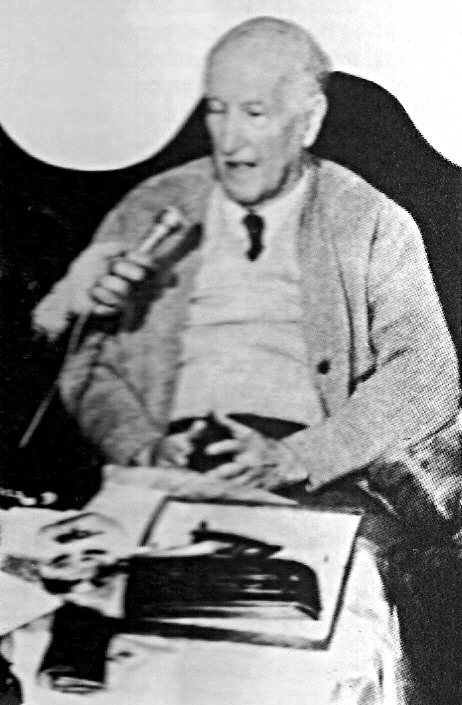
Vicente Aleixandre, poet spaniol, laureat al Premiului Nobel
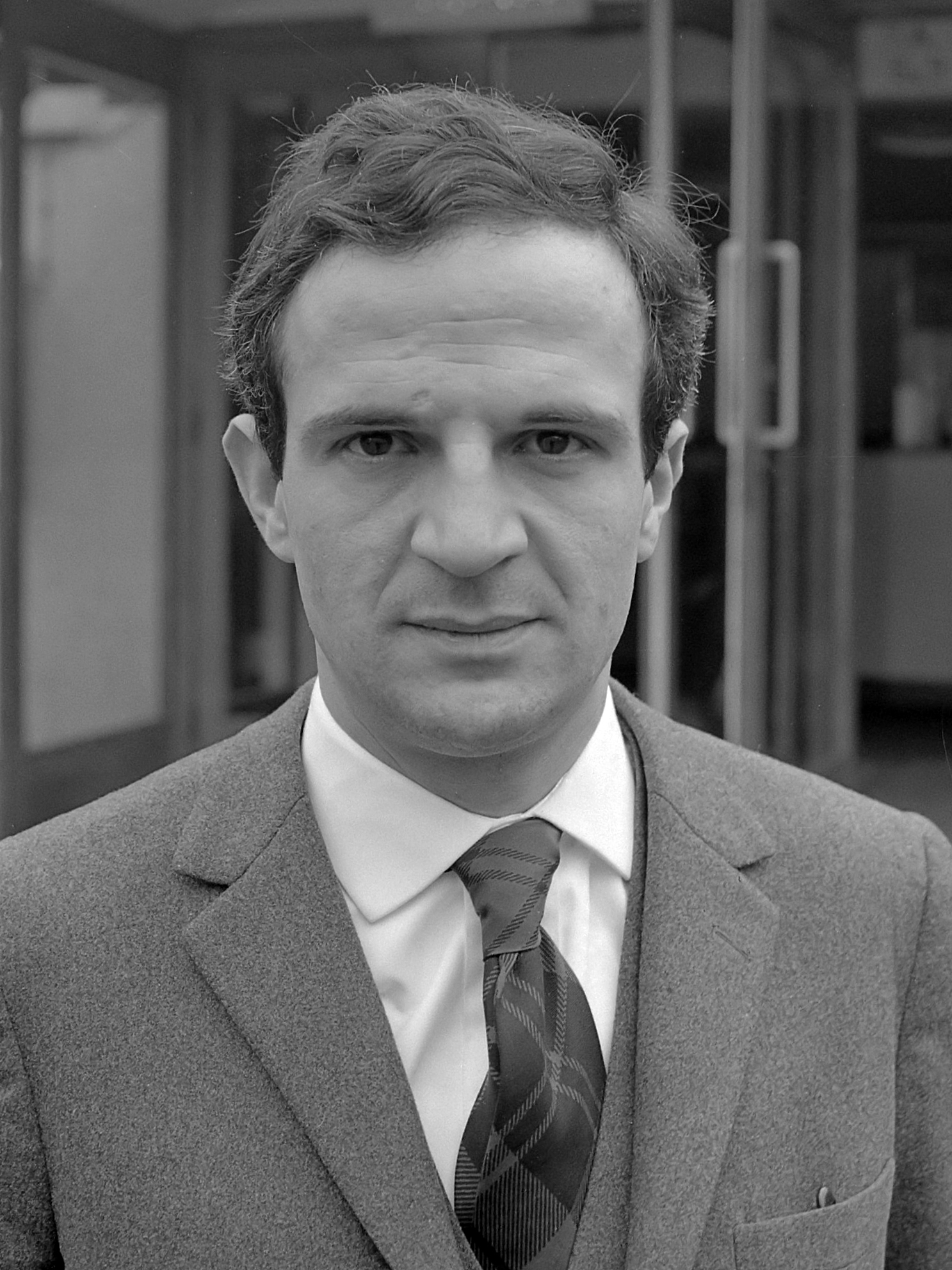
François Truffaut, actor, critic de cinema, regizor de film și scenarist francez
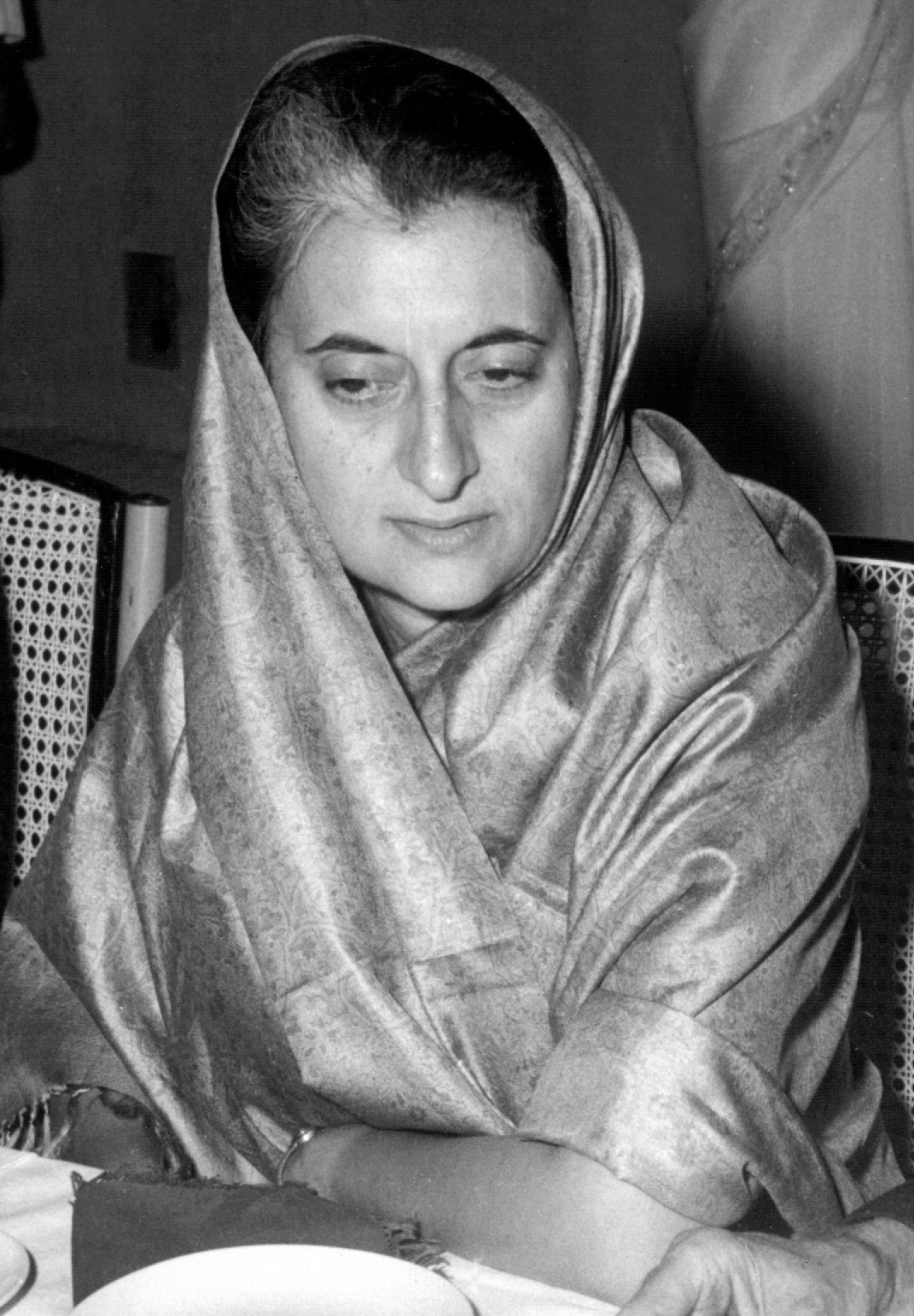
Indira Gandhi, politiciană indiană, prim-ministru al Indiei
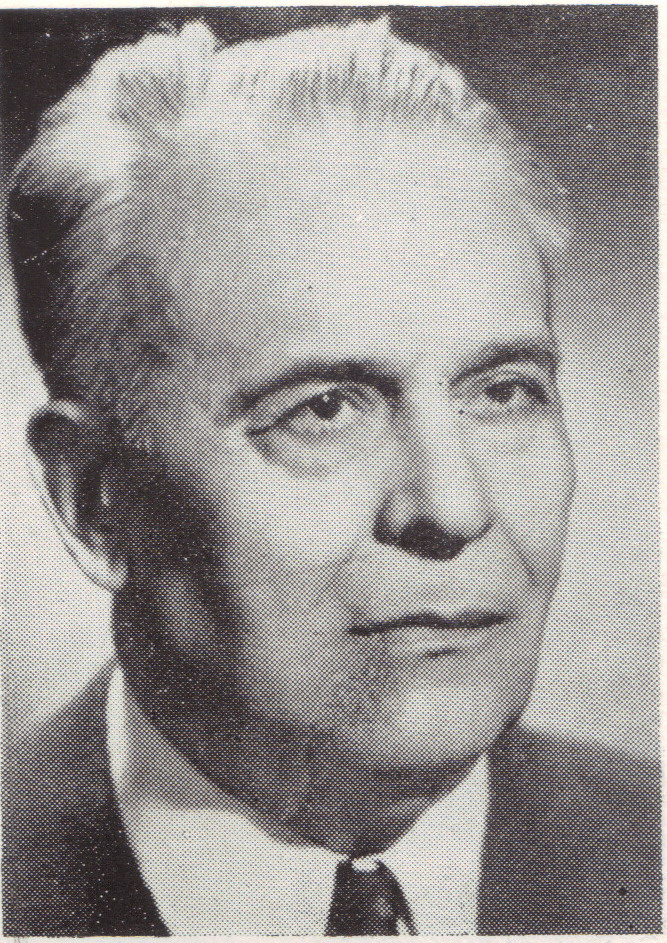
Ștefan Bârsănescu, pedagog, academician și eseist român

- 4 decembrie: Ștefan Voitec, 84 ani, comunist român (n. 1900)
- 6 decembrie: Gray Barker, 59 ani, scriitor american (n. 1925)
- 10 decembrie: Adalbert Steiner, 87 ani, fotbalist român (n. 1907)
- 14 decembrie: Vicente Aleixandre (Vicente Pío Marcelino Cirilo Aleixandre y Merlo), 86 ani, poet spaniol, laureat al Premiului Nobel (1977), (n. 1898)
- 19 decembrie: Rowland Winn, 68 ani, al 4-lea Baron St Oswald, politician britanic (n. 1916)
- 24 decembrie: George Marcu, muzician român (n. 1913)
- 27 decembrie: Victor Predescu, compozitor român (n. 1912)
- 28 decembrie: Isaac Kikoin, 76 ani, fizician rus (n. 1908)

## Premii Nobel
- Fizică: Carlo Rubbia (Italia), Simon van der Meer (Țările de Jos)
- Chimie: Robert Bruce Merrifield (SUA)
- Medicină: Niels K. Jerne (Danemarca), Georges J. F. Köhler (Germania), César Milstein (Argentina)
- Literatură: Jaroslav Seifert (RS Cehoslovacia)
- Pace: Desmond Tutu (Africa de Sud)